# Erich Ludendorff
Erich Friedrich Wilhelm Ludendorff (Kruszewnia, 9 aprile 1865 – Tutzing, 20 dicembre 1937) è stato un generale tedesco.
Nazionalista accanito, ufficiale di eccellente preparazione teorica, dal carattere brusco e irritabile, dotato di grande energia e di notevoli capacità organizzative e strategiche, divenne durante la prima guerra mondiale il principale collaboratore del generale Paul von Hindenburg e la vera personalità dominante dello stato maggiore tedesco, conseguendo numerosi successi sui vari campi di battaglia.
Sostenitore oltranzista delle correnti pangermaniste e nazionaliste, fu fautore e promotore di ambizioni imperialiste fino alla sconfitta finale della Germania, e sostenne la necessità della guerra a oltranza senza tenere conto delle conseguenze politiche e sociali del conflitto e dei sacrifici del popolo tedesco.
Dopo la sconfitta si fece teorico del concetto di guerra totale e sostenne inizialmente Adolf Hitler e il nascente nazionalsocialismo, prima di ritirarsi dalla vita pubblica per abbracciare un oscuro misticismo antisemita e pagano, connesso all'epica germanica. Analogamente ad altri nazisti della prima ora come Otto Strasser e Ernst Röhm, portò avanti una linea alternativa all'hitlerismo e fu emarginato dalla vita politica. Morì nel 1937, dopo aver messo in guardia l'ex alleato Paul von Hindenburg, deceduto già nel 1934, dal pericolo fatale che la demagogia di Hitler, ormai detestato da Ludendorff, rappresentava per la Germania.

## Biografia

### Primi anni
Erich Ludendorff nacque a Kruszewnia, cittadina prussiana, da una famiglia di ricchi imprenditori agricoli. Pur non appartenendo alla classe degli Junker, la ricchezza della madre Klara von Tempelhoff permise al giovane Erich di frequentare persone colte e agiate.

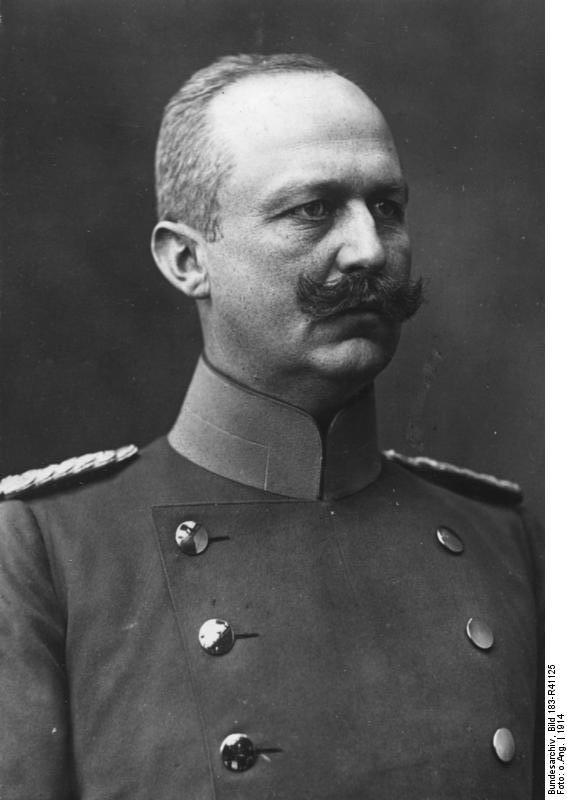
Erich Ludendorff prima della Grande Guerra

Nel 1880 venne accettato dalla scuola cadetti di Plön, la stessa che anni dopo avrebbe diplomato Heinz Guderian, dove eccelse in matematica. Decise quindi di intraprendere la carriera militare e nel 1885 entrò come tenente nel 57º Reggimento fanteria di stanza a Wesel.
Destinato allo Stato maggiore generale nel 1894, fu responsabile della sezione mobilitazione dal 1903 al 1914 e in questo lasso di tempo, conscio dell'inevitabilità del conflitto tra Germania e Francia, mise a punto insieme ad Alfred von Schlieffen un piano strategico che prevedeva una rapida guerra su un solo fronte, quello occidentale, per poi spostare l'esercito, in un secondo momento, sul fronte orientale.

### La prima guerra mondiale

#### Prime fasi
L'inizio del conflitto lo trovò generale di brigata. Già nell'estate del 1914, durante i primissimi mesi di guerra, Ludendorff si mise in luce per la spregiudicatezza con cui metteva in pratica tattiche e strategie d'avanguardia. In Belgio, alla testa di un'unità di arditi, riuscì a penetrare nella zona fortificata di Liegi e, pur non riuscendo a passare, impegnò tanto a fondo i belgi che questi credettero che si trattasse di un attacco in grande stile e concentrarono in quel punto tutte le loro forze. La via di Bruxelles rimase così aperta alle truppe del Kaiser Guglielmo II. L'imponente campagna stampa intrapresa in Germania su quella prima, grande vittoria, unita al bisogno del popolo tedesco di avere personaggi in cui credere, resero ben presto mitica la figura di Ludendorff.
Nell'autunno del 1914 Ludendorff divenne capo di Stato Maggiore del maresciallo Paul von Hindenburg sul fronte orientale. Benché formalmente fosse agli ordini del più anziano Hindenburg, Ludendorff perfezionò e portò avanti la propria strategia bellica in quasi completa autonomia. L'8ª armata disponeva di sole sei divisioni, ma Ludendorff riuscì a cogliere il momento propizio per attaccare le linee russe. Suggerì a Hindenburg una mossa eccezionalmente audace: sguarnire temporaneamente una parte del fronte per concentrare le forze a disposizione in un rapido attacco contro l'armata di Aleksandr Samsonov. Ottenuta una provvisoria superiorità numerica, i tedeschi attaccarono e annientarono il nemico a Tannenberg, mettendo fuori combattimento un esercito di oltre 250 000 uomini. In Germania il mito di Ludendorff salì alle stelle, e lui e Hindenburg arrivarono a essere considerati quasi al pari di semidei della guerra.

#### I dissidi con Falkenhayn

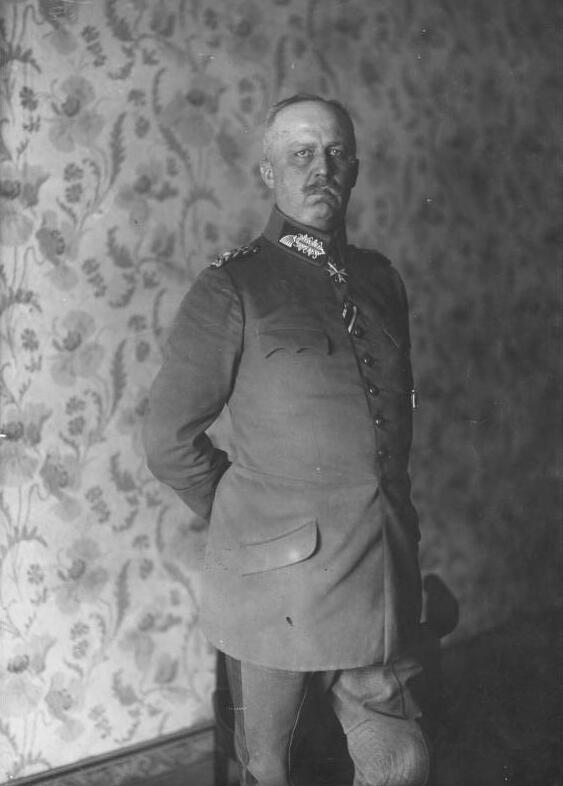
Erich Ludendorff nel 1915.

Nonostante gli strepitosi successi conseguiti, la strategia di Ludendorff e Hindenburg mal si accordava con le convinzioni del capo di Stato Maggiore generale Erich von Falkenhayn, il quale era assolutamente convinto che le sorti della guerra si sarebbero decise sul fronte occidentale, contro la Francia, e considerava secondario l'impegno a oriente contro la Russia zarista. Ludendorff tentò invano di convincerlo che sconfiggere la Russia nel minor tempo possibile fosse prioritario in modo da farla finita con la guerra su due fronti: egli credeva che la Germania non fosse in grado di sostenere tale impegno ancora a lungo. Nel 1915 attaccò nuovamente nella zona dei laghi Masuri, ottenendo un altro significativo successo, pur al prezzo di consistenti perdite.
Era questo, secondo le intenzioni di Ludendorff, il momento di sfruttare il vantaggio per mettere definitivamente in scacco la Russia, ma von Falkenhayn era scettico sulla possibilità di assestare un colpo definitivo, e decise di arrestare ogni ulteriore offensiva generale sul fronte orientale temendo l'arrivo della stagione invernale e una ritirata russa in profondità. Egli, al contrario di Ludendorff e von Hindenburg, escludeva la possibilità di provocare un crollo militare della Russia, e riteneva invece preferibile entrare in trattative con l'Impero zarista per concludere una pace separata.
La Russia tuttavia, sostenuta dalla potenze occidentali, rifiutò ogni trattativa per una pace separata e riuscì a ristabilire la linea del fronte. La Germania dovette quindi continuare una logorante guerra su due fronti. Il fallimento dei piani del generale von Falkenhayn sul fronte occidentale provocò tuttavia nell'agosto 1916 la sua destituzione dall'incarico di capo di stato maggiore dell'esercito. Egli venne sostituito da von Hindenburg e quindi Ludendorff poté assumere finalmente un ruolo centrale nella pianificazione e nella conduzione della guerra con l'incarico di "Primo Quartiermastro generale" dello stato maggiore.

#### Da Caporetto alla sconfitta finale
Informato della grave situazione in cui versava l'Impero austro-ungarico, in cui le varie nazionalità assoggettate, approfittando della crisi bellica, tentavano di liberarsi dall'autorità austriaca e ungherese, Ludendorff si convinse che il solo modo per salvare l'alleato era fargli ottenere una clamorosa, schiacciante vittoria. Decise così di inviare sul fronte italiano un corpo di spedizione di sei divisioni, scegliendo con molta accortezza di attaccare il punto più debole dello schieramento italiano, a Caporetto.
Avvalendosi di strategie belliche d'avanguardia e di ufficiali audaci come Erwin Rommel, riuscì ancora una volta nel suo intento, penetrando ampiamente nel territorio italiano. Dopo il ritiro della Russia dal conflitto, Ludendorff partecipò alla firma del trattato di Brest-Litovsk che imponeva ai russi condizioni di pace pesantissime, ma il logoramento degli eserciti degli Imperi centrali, in particolar modo di quello austriaco, e soprattutto l'intervento a fianco dell'Intesa degli Stati Uniti d'America, segnarono comunque la sconfitta della Germania.

### Il dopoguerra
Alla fine della guerra, conclusasi con la sconfitta della Germania e la fuga di Guglielmo II, Ludendorff rientrò in patria con l'aura di eroe intatta, ma ormai ai margini della vita politica in seguito alla proclamazione della Repubblica di Weimar. Per questa e per la democrazia parlamentare nutrì sempre un mai nascosto disprezzo, divenendo l'ideale punto di riferimento dei movimenti nazionalisti e militaristi tedeschi, molti dei quali confluirono successivamente nel nazismo, e della destra revanscista e conservatrice, gruppi che avevano come punto fermo la revisione del trattato di Versailles.

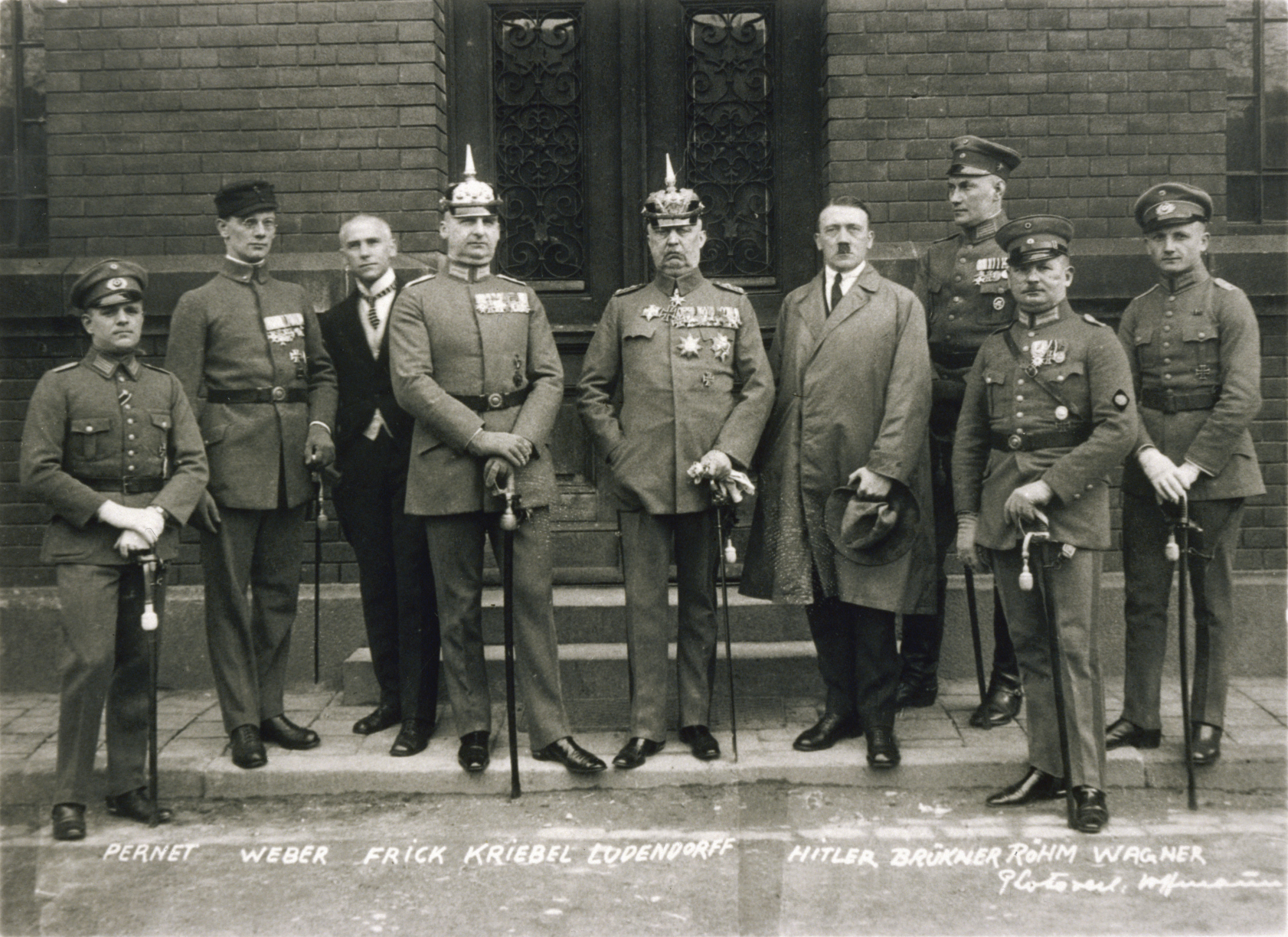
I principali esponenti del Putsch di Monaco, tra cui Ludendorff, Hitler e Röhm, nel novembre 1923

Non stupisce che anche Adolf Hitler figurasse tra i suoi numerosi estimatori. Nel 1923 Ludendorff si trasferì nella Germania meridionale per stabilirsi a Monaco di Baviera, dove ebbe modo di conoscere Hitler, con cui ebbe frequenti contatti. Nel clima conservatore e ultranazionalista di Monaco, Hitler decise, forse impressionato dal facile successo ottenuto pochi mesi prima da Benito Mussolini in Italia, di organizzare un colpo di Stato, il "Putsch di Monaco", senza informare Ludendorff. Benché preso alla sprovvista, Ludendorff accettò ugualmente di prestare il proprio nome al colpo di Stato, ma il putsch fallì. L'esercitò aprì il fuoco su un corteo aperto da Ludendorff e Hitler, che furono arrestati. Figurò in seguito tra gli imputati al processo per alto tradimento, e fu l'unico a essere assolto.
Ludendorff prese le distanze da Hitler, ma accettò di collaborare con Gregor Strasser, quando questi si accinse a riorganizzare il NSDAP in vista delle elezioni del 1924. Il partito ottenne solo il 3% dei voti alle elezioni per il Reichstag del 1924, ma Ludendorff fu eletto in Parlamento, dove restò fino al 1928.
Ludendorff rimase politicamente "bruciato" dalla disavventura di Monaco, tanto che nel 1925, quando si trattò di scegliere tra lui e il suo antico superiore Hindenburg per portare un grande nome alle elezioni presidenziali, la destra, i vecchi militaristi come Alfred von Tirpitz e i magnati della Ruhr puntarono decisamente su Hindenburg. Nel marzo 1925 quindi corse alle presidenziali come candidato del Partito nazista, ma ottenne solo l'1,1% dei voti. Si staccò progressivamente dal nazismo, pur rimanendo un convinto nazionalista e antisemita. In quegli anni fondò la Tannenbergbund, un'organizzazione nazionalista tedesca con caratteri sia antisemiti sia anticattolici.
Fino al giorno della sua morte avvenuta nel 1937, anche dopo l'ascesa di Hitler al potere, Ludendorff sopravvisse come il monumento di sé stesso: rispettato, onorato, addirittura fatto oggetto di venerazione dalla propaganda nazista, ma senza più il minimo peso nella politica e nella Wehrmacht, seppur ammirato dai militari oppositori nostalgici del vecchio prussianesimo. All'avvento al potere di Hitler indirizzò un telegramma a Hindenburg, esponendogli il suo disprezzo per l'ex alleato:
Alcuni storici però ritengono che questo testo sia un falso. Nel tentativo di riconquistare il favore di Ludendorff, Hitler si presentò senza preavviso a casa sua nel 1935 il giorno del suo 70º compleanno per offrirgli la promozione a feldmaresciallo. Infuriato, pare che Ludendorff lo abbia respinto dicendogli: «Un ufficiale è nominato Generale Feld-Maresciallo sul campo di battaglia! Non davanti a tè e pasticcini a una festa di compleanno nel mezzo della pace.» Scrisse poi due ulteriori libri su argomenti militari.
Morì di cancro al fegato a Monaco, dove ricevette un funerale di Stato da parte del regime, contro la sua esplicita volontà. Ludendorff è stato sepolto nel cimitero nuovo di Tutzing.

## Opere
- Erich Ludendorff, Meine Kriegserinnerungen 1914–1918 (I miei ricordi di guerra), Berlino, Ernst Siegfried Mittler und Sohn, 1919.
- Erich Ludendorff, Der totale Krieg (La guerra totale), Monaco, Ludendorffs Verlag, 1935.

## Nella cultura di massa
- Nel videogioco del 2013 Grand Theft Auto V, Ludendorff è una piccola cittadina del North Yankton, riferimento al Nord Dakota, che ha una vasta popolazione tedesca, dove Michael Townley e Trevor Philips, due dei protagonisti, operavano prima degli eventi del gioco. Il nome Ludendorff è un riferimento al generale tedesco, che fu imputato di tradimento, così come Michael tradì Trevor e i suoi compagni in cambio di una nuova identità.
- Compare, sotto forma "fumettistica" e senza pretese di storicità, come uno degli antagonisti nel film Wonder Woman, interpretato da Danny Huston.